# Atomosia sayii
Atomosia sayii là một loài ruồi trong họ Asilidae. Atomosia sayii được Johnson miêu tả năm 1903. Loài này phân bố ở vùng Tân Bắc giới.